# إيثر 12-تاج-4
إيثر 12-تاج-4 هو إيثر تاجي له الصيغة الكيميائية C8H16O4 ، ويكون على شكل سائل عديم اللون؛ وهو عبارة عن رباعي وحدات (تترامير) من أكسيد الإيثيلين على شكل حلقة ضخمة، تكون فتحة التجويف فيها مناسبة للتناسق مع كاتيون الليثيوم.

## التحضير
يحضر إيثر 12-تاج-4 من تفاعل تحلق رباعي إيثيلين غليكول مع هيدروكسيد الليثيوم.
كما يمكن أن يتم التحضير من تفاعل إيثيلين غليكول مع 8,1-ثنائي كلورو-6,3-ثنائي أوكسا الأوكتان بوجود بيركلورات الليثيوم وهيدروكسيد الصوديوم وثنائي ميثيل سلفوكسيد كوسط مذيب.

## الخواص
يكون مركب إيثر 12-تاج-4 على شكل سائل عديم اللون، وهو قابل للامتزاج مع الماء.
عند درجات حرارة أدنى من 25 °س يكون عزم ثنائي القطب للمركب قيمة مقدارها 2.33 ± 0.03 ديباي في حلقي الهكسان؛ و 2.46 ± 0.01 ديباي في البنزين.

## اقرأ أيضاً
- إيثر 15-تاج-5
- إيثر 18-تاج-6